# Cha Ye-ryun
Cha Ye-ryun (차예련?, Cha Ye-ryeonLR, Ch'a YeryŏnMR), pseudonimo di Park Hyun-ho (16 luglio 1985), è un'attrice sudcoreana.
Diplomata alla scuola superiore Sangmyung, iniziò a recitare nel 2005, in un ruolo secondario nel film dell'orrore Yeogo goedam 4 - Moksori. Nel 2007 debuttò in televisione nel cast principale del melodramma Motdoen sarang. Il suo primo ruolo da protagonista fu nella commedia romantica del 2014 Yeobae-uneun neomuhae.

## Vita privata
Nel 2015 incontrò l'attore Joo Sang-wook sul set di Hwaryeohan yuhok. Iniziarono una relazione nel marzo 2016 e si sposarono al Grand Walkerhill Hotel di Seul il 25 maggio 2017. Il 31 luglio 2018, Cha partorì una bambina.

## Filmografia

### Cinema
- Yeogo goedam 4 - Moksori (여고괴담 4: 목소리?), regia di Choi Ik-hwan (2005)
- Guta yubalja-deul (구타 유발자들?), regia di Won Shin-yeon (2006)
- Meu-i (므이?), regia di Kim Tae-kyeong (2007)
- Do re mi fa sol la si do (도레미파솔라시도?), regia di Kang Geon-hyang (2008)
- Teukbyeolsi saramdeul (특별시 사람들?), regia di Park Chur-woong (2009)
- My Little Black Dress (마이 블랙 미니드레스?), regia di Heo In-moo (2011)
- 7gwanggu (7광구?), regia di Kim Ji-hoon (2011)
- Plan Man (플랜맨?), regia di Seong Si-heub (2014)
- Yeobae-uneun neomuhae (여배우는 너무해?), regia di Yoo Jung-hwan (2014)
- The Tenor - Lirico Spinto (더 테너 – 리리코 스핀토?), regia di Kim Sang-man (2014)
- Toema: Manyeogul (퇴마: 무녀굴?), regia di Kim Hwi (2015)

### Televisione
- Motdoen sarang (못된 사랑?) – serie TV (2007-2008)
- Working Mom (워킹맘?) – serie TV (2008)
- Star-ui yeon-in (스타의 연인?) – serie TV (2008-2009)
- Style (스타일?) – serie TV (2009)
- Cheonhamujeok I Pyeong-gang (천하무적 이평강?) – serie TV (2009)
- Dr. Champ (닥터챔프?) – serie TV (2010)
- Royal Family (로열 패밀리?) – serie TV (2011)
- Hwanggeum mujigae (황금 무지개?) – serie TV (2013)
- Naegen neomu sarangseureo-un geunyeo (내겐 너무 사랑스러운 그녀?) – serie TV (2014)
- Hwaryeohan yuhok (화려한 유혹?) – serie TV (2015)